# سام أومن
سام أومن (بالهولندية: Sam Oomen)‏ (و. 1995  م) هو راكب دراجة هوائية، من مملكة هولندا، ولد في تلبرغ.

## سباقات أو مراحل فاز بها
| التاريخ        | السباق                       | المركز                                                                    |
| -------------- | ---------------------------- | ------------------------------------------------------------------------- |
| 01 مايو 2014   | طواف دي بريتاجن 2014         | الفائز في ترتيب التسلق                                                    |
| 01 يونيو 2014  | طواف ديف يغد 2014            | الثامن في التصنيف العام                                                   |
| 16 أغسطس 2014  | طواف أين 2014                | السادس في تصنيف أفضل شاب                                                  |
| 10 مايو 2015   | 2015 Flèche Ardennaise       | المركز الثالث                                                             |
| 17 مايو 2015   | 2015 Rhône-Alpes Isère Tour  | الفائز في التصنيف العام                                                   |
| 31 مايو 2015   | طواف ديف يغد 2015            | السادس في تصنيف أفضل شاب                                                  |
| 21 يونيو 2015  | 2015 Tour des Pays de Savoie | المركز الثاني                                                             |
| 02 أغسطس 2015  | 2015 Tour Alsace             | الفائز في ترتيب النقاط للشباب، المركز الثاني                              |
| 15 أغسطس 2015  | طواف أين 2015                | الثالث في تصنيف أفضل شاب، الثامن في التصنيف العام، التاسع في تصنيف النقاط |
| 29 أغسطس 2015  | تور دي أفينير 2015           | الرابع في التصنيف العام                                                   |
| 01 يناير 2016  | طواف لايغويليا 2016          | المركز الثالث                                                             |
| 13 أغسطس 2016  | طواف أين 2016                | الفائز في التصنيف العام، الفائز في ترتيب النقاط للشباب                    |
| 18 فبراير 2018 | فولتا الغارف 2018            | الفائز في ترتيب النقاط للشباب                                             |
| 19 مارس 2019   | تيرينو أدرياتيكو 2019        | الفائز في ترتيب النقاط للشباب                                             |

## روابط خارجية
- سام أومن على موقع الاتحاد الدولي للدراجات (الإنجليزية)
- سام أومن على موقع أرشيف الدراجات (الإنجليزية)
- سام أومن على موقع إحصائيات الدراجات الإحترافية (الإنجليزية)
- سام أومن على موقع نسبة الدراجات (الإنجليزية)
- سام أومن على موقع CycleBase (الإنجليزية)